# Твої друзі та сусіди
«Твої друзі та сусіди» (англ. Your Friends & Neighbors) — американська чорна комедія 1998 року, знята режисером Нілом Лабутом за власним сценарієм; у ролях: Емі Бреннеман, Аарон Екгарт, Кетрін Кінер, Настасія Кінскі, Джейсон Патрік, Бен Стиллер. Фільм зазнав касового провалу, але відзначився тим, що став першим фільмом, який отримав рецензію на сайті Rotten Tomatoes. У титрах фільму звучить музика гурту «Apocalyptica».

## Синопсис та акторський склад
Для свого наступного фільму після дебюту «У компанії чоловіків» (1997), що став несподіваним хітом серед незалежних стрічок, режисер Ніл Лабут створив роботу, що рівномірно представляє недоліки обох статей. З одного боку три чоловіки: Кері (Джейсон Патрік), ловелас-лікар, який репетирує пікап-поведінку та тримає своє тіло в майже гротескній формі; Джеррі (Бен Стіллер), егоцентричний театральний інструктор, що смакує кожну емоцію, як десерт; та Баррі (Аарон Екгарт), чоловік, що став млявим у шлюбі з жінкою, яка не може задовольнити його сексуально так, як він сам. З іншого боку три жінки: Террі (Кетрін Кінер), письменниця-редакторка, яка вважає за краще тримати слова подалі від спальні, що дратує її співмешканця Джеррі; Мері (Емі Бреннеман), позаштатна письменниця, чиї спроби знайти сексуальне задоволення як з чоловіком Баррі, так і з коханцем Джеррі закінчуються однаково безуспішно; та Чері (Настасія Кінскі), асистентка в художній галереї, яка зустрічається з більшістю інших персонажів по одному, але направляє свої ефірні почуття в несподіваному напрямку. Брехня, зради та конфронтації між цими персонажами складаються в зловісно комічний вирок самій ідеї романтичного задоволення.

## Сприйняття

### Касові збори
Фільм вийшов 21 серпня 1998 року в обмеженому прокаті в 32 кінотеатрах, зібравши 340 288 доларів із середнім показником 10 634 доларів на кінотеатр. Найширший прокат фільму склав 246 кінотеатрів, і в підсумку він зібрав 4 714 658 доларів США, що трохи менше за його виробничий бюджет у 5 мільйонів доларів.

### Відгуки критиків
Стрічка стала першим фільмом, розглянутим на сайті Rotten Tomatoes, де здобула рейтинг схвалення 77 % на основі 57 оглядів із середнім рейтингом 7,02/10. Критичний консенсус сайту стверджує: «Хоча це може здатися деяким глядачам холодним і неприємним, фільм Ніла Лабута „Твої друзі та сусіди“ — це гостра критика сексуальної політики, загорнена в різку чорну комедію». Фільм отримав оцінку 70 зі 100 на Metacritic на основі 27 критиків, що вказує на «загалом схвальні відгуки».
Роджер Еберт дав фільму чотири зірки з чотирьох та навіть хвалив його як один із найкращих фільмів року. Проте колега та співведучий Еберта, Джин Сіскел, відгукнувся про фільм негативно.

### Нагороди
Джейсон Патрік отримав нагороду Сьєрра за найкращу чоловічу роль другого плану від Спілки кінокритиків Лас-Вегаса. Патрік також був номінований як найкращий актор другого плану в драмі від Міжнародної академії преси (премія «Супутник»).